# 2-メトキシエトキシメチル基
2-メトキシエトキシメチル基 (2-メトキシエトキシメチルき、2-methoxyethoxymethyl group) とは、有機合成化学で用いられる保護基のひとつで、構造が CH3OCH2CH2OCH2- と表される1価の置換基のこと。アルコールのヒドロキシ基を保護するために用いられる。構造式上で MEM と略される。メトキシメチル基（MOM基）に似た用途と化学性を示すが、酸に対する反応性がやや異なる。すなわち、MOM基はアセタール構造であるのに対しMEM基はエーテル構造である違いに起因する。

## 保護
ヒドロキシ基を MEM保護する際にはメトキシメチル基 (MOM基) と同様に、ウィリアムソン合成の手法が用いられる。
R-OH + MEM-Cl + NaH → R-O-MEM

## 耐久性、脱保護
MEM基の性質はおおむね MOM基と似ており、塩基や求核剤、還元剤に対して耐久性を示す。脱保護は酸で行い、特に MEM基の酸素原子がキレート的に配位することから、ルイス酸との反応性は MEM基のほうが MOM基の場合よりも高い。ブレンステッド酸でも脱保護されるが、MOM基よりも反応性が低い。